# Mothers (концертный зал)

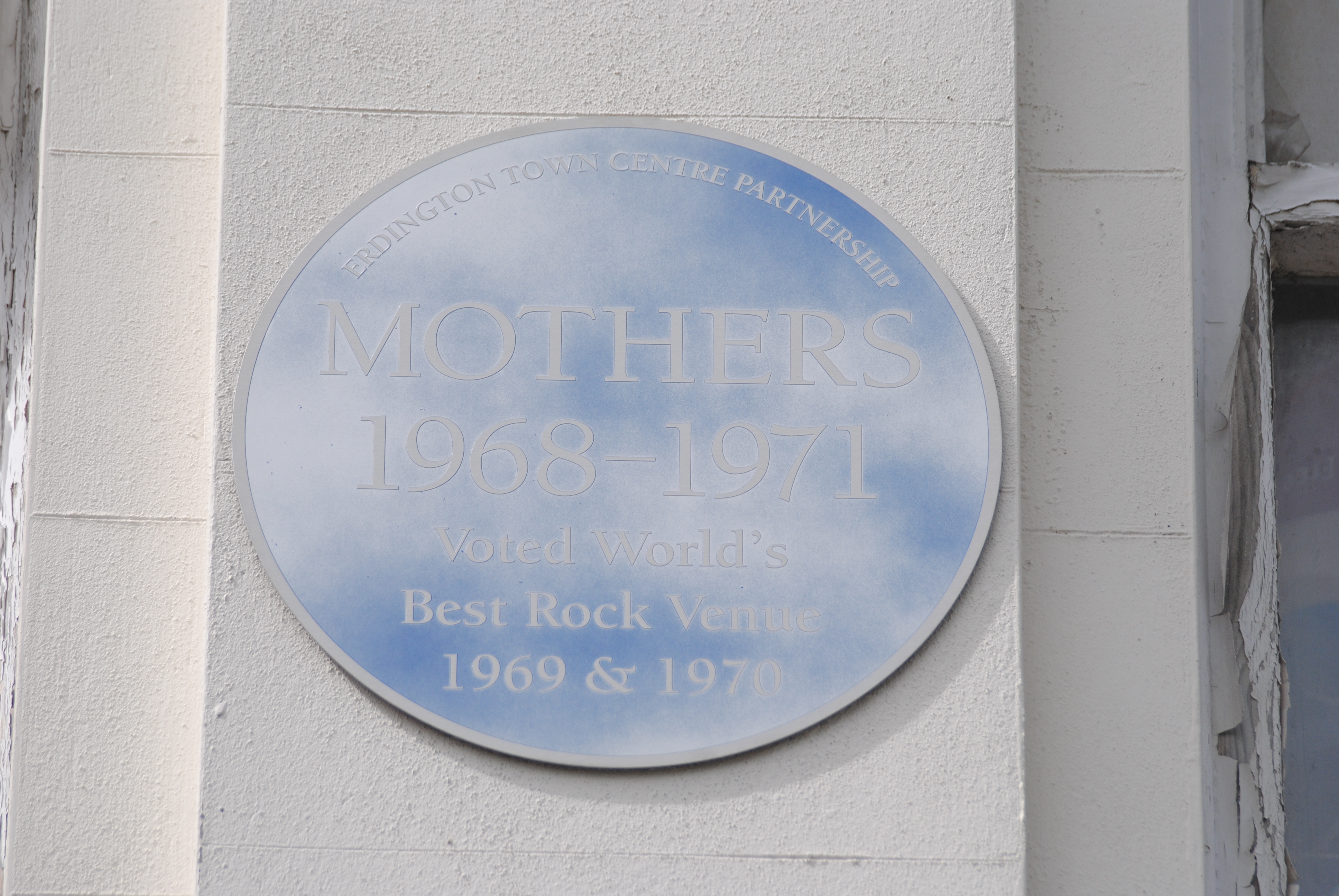
Синяя табличка испачканная вандалами белой краской, была замечена в апреле 2019 года

Mothers (первоначально называлось The Carlton Ballroom) — развлекательное заведение функционирующее в бирмингемском районе Эрдингтон в период с 9 августа 1968 по 3 января 1971 года. Клуб был расположен над старым мебельным магазином на Эрдингтон-Хай-стрит, его управлением занимались администратор Джоном «Спад» Тейлор и промоутером Фил Майатт. В Mothers было отыграно более 400 концертов, многие из которых имели большой успех.
Среди наиболее известных концертных записей сделанных в Mothers, фигурирует материал Pink Floyd выпущенный на альбоме Ummagumma (был записан 27 апреля 1969 года), а также некоторые из отрывков 18-ти минутной композиции «Facelift» группы Soft Machine, впоследствии выпущенной на альбоме Third (записаны 11 января 1970 года).
Группа The Who исполняла на сцене этого клуба рок-оперу Tommy. Также в нём состоялось дебютное выступление группы Traffic, а ряд начинающих хэви-метал-коллективов, таких как Deep Purple, Judas Priest (чей вокалист Роб Хэлфорд упоминает Mothers в одной из песен на своем сольном альбоме 2000 года Resurrection) и Black Sabbath, сыграли там несколько своих ранних концертов.
Среди других известных исполнителей, в разное время выступавших в клубе, фигурируют: Family, Fleetwood Mac, John Mayall & the Bluesbreakers, Eclection, Edgar Broughton Band, Free, Рой Харпер, Blodwyn Pig, Strawbs, Quintessence, Steppenwolf, The Deviants, Jethro Tull, Jon Hiseman’s Colosseum, Skid Row (с Гэри Муром), The Nice, Tyrannosaurus Rex, Элтон Джон, King Crimson, Led Zeppelin, The Chicago Transit Authority, Moby Grape, Canned Heat (есть ссылка на клуб в примечаниях к их сборнику Conservated Heat Cookbook 1969 года) и группа Bonzo Dog Doo-Dah Band.
12 мая 1969 года возвращаясь домой в Лондон с выступления в Mothers на автостраде М1 разбился фургон группы Fairport Convention, в результате аварии погиб барабанщик Мартина Ламбл, которому было всего девятнадцать лет, и Джинни Франклин, подруга гитариста Ричарда Томпсона. Остальные участники группы получили травмы различной степени тяжести.
В голосовании американского журнала Billboard клуб Mothers занял первое место среди лучших концертных рок-площадок в мире 1969-го и 1970-го годов. Впоследствии Джон Пил, постоянный ди-джей клуба, отмечал: «Люди поражаются, когда узнают, что в течение нескольких лет лучший клуб в Британии находился в Эрдингтоне».

В свою очередь, Рой Харпер так отзывался о Mothers в интервью журналу Brum Beat: 
Это был первый клуб за пределами Лондона, который вообще что-то значил, и именно поэтому меня так долго ассоциировали с Бирмингемом. Я играл там примерно шесть раз с 1968 по 1970 год. Мне всегда нравилось играть здесь.
13 июля 2013 года в бывшем здании Mothers состоялось открытие памятной Синей мемориальной таблички.